# Valabhaj Patel
Valabhaj Džaverbhaj Patel (31. oktobar 1875 – 15. decembar 1950), popularno poznat kao Sardar Patel, bio je indijski političar. On je bio prvi potpredsednik indijske vlade. Patel je bio advokat, viši vođa Indijskog nacionalnog kongresa i jedan od tvoraca Republike Indije, koji je igrao vodeću ulogu u borbi zemlje za nezavisnost i vodio je njenu integraciju u jedinstvenu, nezavisnu naciju. U Indiji i drugde često su ga zvali Sardar, što znači „poglavar” na hinduskom, urdu i persijskom jeziku. Delovao je kao ministar unutrašnjih poslova za vreme političke integracije Indije i Indo-pakistanskog rata 1947.
Patel je odrastao u ruralnom okruženju države Gujarat. Bio je uspešan advokat. Potom je organizovao seljake iz Kede, Borsada i Bardolija u Gujaratu u nenasilnoj građanskoj neposlušnosti protiv Britanskog Raža, postajući jedan od najuticajnijih vođa u Gujaratu. Postavljen je za 49. predsednika Indijskog nacionalnog kongresa, pri čemu je organizovao stranku za izbore 1934. i 1937. godine, istovremeno promovišući Avgustovski pokret.
Kao prvi ministar unutrašnjih poslova i potpredsednik indijske vlade, Patel je organizovao pomoć za izbeglice koje su bežale u Pandžab i Delhi iz Pakistana, i radio na obnovi mira. Predvodio je zadatak kovanja ujedinjene Indije, uspešno integrišući u novonezavisnu naciju one britanske kolonijalne pokrajine koje su „dodeljene” Indiji. Pored provincija koje su bile pod direktnom britanskom vlašću, oko 565 kneževskih država koje su imale samoupravu pod britanskim sizerenstvom oslobođeno je Indijskim aktom o nezavisnosti iz 1947. Preteći vojnom silom, Patel je ubedio gotovo svaku kneževsku državu da se pridruži Indiji. Njegova posvećenost nacionalnoj integraciji u novoj nezavisnoj zemlji bila je totalna i beskompromisna, zaradivši mu nadimak „gvozdeni čovek Indije”. On je takođe je upamćen kao „zaštitnik indijskih državnih službenika” zbog uspostavljanja modernog sveindijskog sistema službe. Nazivaju ga i „ujedinjevačem Indije”. Kip jedinstva, najviša statua na svetu, posvećena mu je 31. oktobra 2018. godine. Ona je visoka oko 182 m.

## Borba za nezavisnost
Septembra 1917, Patel je održao govor u Borsadu, ohrabrujući Indijce širom zemlje da potpišu Gandijevu peticiju kojom se zahteva od Britanije svaraj – samouprava. Mesec dana kasnije, on se prvi put susreo sa Gandijem na Gudžaratskoj političkoj konferenciji u Godri. Na Gandhijevo ohrabrenje, Patel je postao sekretar Gudžarat sabe, javnog tela koje će postati gudžaratski ogranak Indijskog nacionalnog kongresa. Patel se sada energično borio protiv veta – prisilnog služenja Indijaca Evropljanima – i organizovao napore za pomoć nakon kuge i gladi u Kedi. Britanske vlasti su odbile molbu seljaka Kheda za izuzeće od poreza. Gandi je podržavao vođenje borbe tamo, ali nije mogao sam da je vodi zbog svojih aktivnosti u Čamparanu. Kada je Gandi zatražio gudžaratskog aktivistu da se potpuno posveti zadatku, Patel se prijavio kao dobrovoljac, na veliko Gandijevo oduševljenje. Iako je odluka doneta na licu mesta, Patel je kasnije rekao da je njegova želja i posvećenost došla nakon intenzivnog ličnog razmišljanja, jer je shvatio da će morati da napusti karijeru i materijalne ambicije.

## Literatura
- Bhatt, M. C. (1991), „5”,  Ур.: Kumar, Ravinder, Life and Work of Sardar Vallabhbhai Patel, Atlantic Publishers & Distributors
- Gandhi, Rajmohan (1990), Patel: A Life, Ahmedabad: Navajivan, OCLC 25788696
- Guha, Ramachandra (2007), India After Gandhi, MacMillan
- Krishna, Balraj (2007), India's Bismarck, Sardar Vallabhbhai Patel, Indus Source, ISBN 978-8188569144
- Desai, Mahadev (1933), Vir Vallabhbhai
- Panjabi, K. L. (1969), The Indomitable Sardar (3rd изд.), Bharatiya Vidya Bhavan, OCLC 1207231
- Parikh, Narhari (1953), Sardar Vallabhbhai Patel, Navajivan Pub. House, OCLC 7071692, OCLC 65653329 online vol 1
- Nandurkar, G.M. (1981), Sardar's letters, mostly unknown, Sardar Vallabhbhai Patel Smarak Bhavan, OCLC 10423422, OCLC 4639031
- Patel, Raojibhai (1972), Hind Ke Sardar, Navajivan Pub. House
- Pattabhi, Sitaramayya (1946), Feathers & Stones "my study windows", Padma Publications, OCLC 37520214
- Menon, V.P. (1985), Integration of Indian States, Sangam Books Ltd, ISBN 978-0861314652
- Menon, V.P. (1961), The story of the integration of the Indian States, Orient Longmans, OCLC 260719
- Menon, V.P. (1997) [1957], The Transfer of Power in India, Orient Longman, ISBN 978-8125008842
- Nayar, Pyarelal (1958), Mahatma Gandhi: the last phase, Navajivan Pub. House, OCLC 1652068
- Hodson, H.V. (1997), Great Divide; Britain, India, Pakistan (New изд.), Oxford University Press, US, ISBN 978-0195778212
- Campbell-Johnson, A. (1953) [1951], Mission With Mountbatten, Dutton, OCLC 1302764
- Munshi, K.M. (1967), Pilgrimage to freedom, 1902–1950, (Indian constitutional documents) (1st изд.), Bharatiya Vidya Bhavan, OCLC 5433579
- Shankar, Vidya (1974—75), My Reminiscences of Sardar Patel (2 volumes) (1st изд.), New Delhi: Macmillan, OCLC 2119134
- Patel, Vallabhbhai (1971),  Das, Durga, ур., Sardar Patel's correspondence: 1945–50 (1st изд.), Navajivan Pub. House, Приступљено 2. 9. 2013
- Krishna, Balraj. India's Bismarck, Sardar Vallabhbhai Patel (Indus Source, 2007).
- Kumar, Ravindra. Life and Work of Sardar Vallabhbhai Patel (Atlantic Publishers & Distributors, 1991).
- Patel, I. J., Sardar Vallabhbhai Patel (1985)  online
- Spodek, Howard (1975). „Sardar Vallabhbhai Patel at 100”. Economic and Political Weekly. 10 (50): 1925—1936. JSTOR 40740155.
- Patel, Vallabhbhai, and Pran Nath Chopra. The Collected Works of Sardar Vallabhbhai Patel (2 vol Konark Publishers, 1991).
- Life and work of Sardar Vallabhbhai Patel, ed . Parshottam Das Saggi, Foreword by C. Rajagopalachari. Overseas Publishing House, Bombay.
- Brass, Paul R. (2004). Patel, Vallabhbhai Jhaverbhai (1875/6–1950), Politician in India. Oxford Dictionary of National Biography.
- Sengupta, Hindol (2018). The Man Who Saved India. India: Penguin Random House India Private Limited. ISBN 978-9353052003.
- Agrawal, Lion M.G. (2008). Freedom fighters of India (Volume 2). New Delhi: ISHA Books.
- Syed, M.H. (2010). Sardar Vallabhbhai Patel. Mumbai: Himalaya Books Pvt. Ltd.
- French, Patrick (1997). Liberty and Death: India's Journey to Independence and Division. London: HarperCollins.
- Agrawal, Lion M.G. (2008). Freedom fighters of India (Volume 2). New Delhi: ISHA Books.
- Syed, M.H. (2010). Sardar Vallabhbhai Patel (1st изд.). Mumbai: Himalaya Books Pvt. Ltd.
- Syed, M.H (2010). Sardar Vallabhbhai Patel (1st изд.). Mumbai: Himalaya Books Pvt. Ltd.
- Jivanta Schoettli (2011). Vision and Strategy in Indian Politics: Jawaharlal Nehru's Policy Choices and the Designing of Political Institutions. Routledge. ISBN 9781136627873.
- Ahmad, Irfan (21. 9. 2009). Islamism and Democracy in India: The Transformation of Jamaat-e-Islami (на језику: енглески). Princeton University Press. ISBN 978-0691139203.
- Syed, M.H. (2010). Sardar Vallabhbhai Patel (1st изд.). Mumbai, India: Himalaya Books Pvt. Ltd.
- Pran Nath Chopra, Vallabhbhai Patel (1999). The collected works of Sardar Vallabhbhai Patel, Volume 15. Konark Publishers. ISBN 978-8122001785.
- Munshi, Kalyanlal Maneklal (1967). Pilgrimage to freedom. Bharatiya Vidya Bhavan. ISBN 9788172764692.
- Sengupta, Hindol (2018). The Man Who Saved India. India: Penguin Random House India Private Limited. ISBN 9780670089901.
- Vallabhbhai Patel, Manibahen Patel (1974). This was Sardar: the commemorative volume Volume 1 of Birth-centenary. Sardar Vallabhbhai Patel Smarak Bhavan.

## Spoljašnje veze
- Sardar Patel National Informatics Centre
- Operation Polo Bharat Rakshak.com
- Sardar Patel на сајту  (архивирано 2006-05-07) Sarvadharma.org
- Sardar Patel – Builder of a steel strong India Press Information Bureau, Government of India